# Anitta
Larissa de Macedo Machado, mest känd som Anitta, född 30 mars 1993 i Rio de Janeiro, är en brasiliansk sångerska, låtskrivare och dansare. 
Hon blev känd efter att år 2013 släppt debutsingeln "Show das Poderosas", som blev etta på Brasil Hot 100 Airplay-listan. I november 2014 gjorde hon ett framträdande på Latin Grammy Award, där hon blev den yngsta brasilianska sångare någonsin att sjunga på galan.
Anitta är den yngsta dottern till Mauro Machado och Míriam Macedo. Hennes bror Renan Machado arbetar sedan 2013 som Anittas produktionsassistent. Som åttaåring sjöng hon i kören på Santa Luzia kyrkan i Rio de Janeiro. Vid 16 års ålder slutförde hon en kurs i administration i Rio de Janeiro. Ett år senare valde Anitta att satsa på en sångkarriär, och samma år vann hon pris för sin sång. Hon valde sitt artistnamn Anitta efter karaktären Anita i TV-serien Presença de Anita.
Anitta har släppt tre musikalbum som heter Anitta (2013), Ritmo Perfeito (2014) och Bang som släpptes i oktober 2015.
År 2016 medverkade Anitta i en remix av sången "Ginza" med sångaren J Balvin och i augusti medverkade Anitta i öppningsceremonin till OS 2016 i Rio de Janeiro där hon framförde låten "Isto aqui, o que é?" tillsammans med Caetano Veloso och Gilberto Gil efter att alla länders delegationer hade kommit in på arenan.